# Andrea Amatucci
Andrea Amatucci (Napoli, 21 ottobre 1938 – Napoli, 13 agosto 2025) è stato un giurista italiano.

## Biografia
Nel 1964 ottiene la libera docenza per meriti speciali, in quanto non erano ancora trascorsi i cinque anni dalla laurea richiesti dalla legge. A 30 anni diviene professore di Scienza delle finanze e diritto finanziario presso la Facoltà di Economia e Commercio dell'Università degli Studi di Cagliari.
Nel 1972 diventa professore ordinario di Scienza delle finanze e diritto finanziario. Dal 1972 al 1974 è professore ordinario di Scienza delle finanze e diritto finanziario presso la Facoltà di Economia e Commercio dell'Università di Bari.
Dal 1974 è stato professore ordinario presso la Facoltà di Scienze Politiche dell'Università degli Studi di Napoli Federico II e a 38 anni è eletto Preside della medesima Facoltà. Dal 1978 è stato professore ordinario di Scienza delle finanze e Diritto Finanziario e Direttore dell'Istituto di Finanza Pubblica presso la Facoltà di Giurisprudenza dell'Università degli Studi di Napoli Federico II.
Dal 1981 al 1992 è stato direttore della rivista Mezzogiorno d'Europa, diffusa anche in lingua inglese col titolo Journal of Regional Policy. È stato direttore, insieme al fondatore, Giovanni Puoti, dal 1999 al 2010 della Rivista di Diritto Tributario Internazionale (International Tax Law), dell'Università La Sapienza di Roma, edita dalla casa editrice della medesima università; dal 2011 lo è insieme anche a Claudio Sacchetto, Jacques Malherbe e Josè Manuel Tejerizo.
A 40 anni è stato nominato pro-rettore dell'Università degli Studi di Napoli Federico II, carica coperta per un triennio. Dal 1º novembre 2010 è stato collocato in pensione.
È professore emerito di Diritto Finanziario e Tributario dell'Università degli Studi di Napoli Federico II.
Il 20 ottobre del 2011 è stata pubblicata l'opera Dal Diritto finanziario al Diritto tributario, Studi in onore di Andrea Amatucci, edita dalle Case editrici Temis di Bogotà e Jovene di Napoli. L'opera, di 5 000 pagine, si compone di sette volumi e a essa hanno partecipato 157 autori.
È autore di 121 pubblicazioni, nelle quali continua la tradizione metodologica della Scuola giuridico-finanziaria napoletana, elaborando motivazioni più ampie e rigorose della metodologia dell'Analisi economica del Diritto Finanziario e Tributario in una posizione intermedia tra l'integralismo di Benvenuto Griziotti e il diffuso formalismo.
Tra le opere due monografie: L'interpretazione della norma di diritto finanziario, Napoli, 1964; Funzioni e disciplina del bilancio dello Stato, Napoli, 1970; Trattato di diritto tributario, Padova, 1994 (in cinque volumi) da lui diretto, scritto da cinquanta professori e aggiornato nel 2001 (con un annuario). Il trattato è stato pubblicato in lingua spagnola e in lingua inglese; la VIII edizione dell'Ordinamento giuridico della finanza pubblica, Napoli, 2007.
È socio dell'Accademia Pontaniana.
È stato Consigliere di Amministrazione per 20 anni dell'ISVEIMER (Istituto per lo Sviluppo economico dell'Italia meridionale – Istituto di credito speciale), del Banco di Napoli per 5 anni; della Finanziaria Meridionale (FIME Leasing) per dieci anni.
Dal 2002 al 2009 è stato presidente dell'Unione Nazionale delle Camere degli Avvocati Tributaristi.
Dal 2001 è Console Onorario della Repubblica d'Ungheria per la Campania e per la Calabria.
dal 2001 è rappresentante della Igei S.p.A. in liquidazione dal 2009 con sede a Roma Viale Giulio Cesare n.14 ora Igei.eu.

## Onorificenze
Il 16 dicembre 2011 la seconda Facoltà di Giurisprudenza dell'Università di Bari gli ha conferito il
premio "Achille Donato Giannini".

## Pubblicazioni
- El Ordenamiento jurídico financiero, ICDT, Bogotà, Colombia,  2002 (I edizione) e Temis e Universidad del Rosario, Bogotà,  2008 (II edizione).
- International Tax Law,  Kluwer, (a cura di Andrea Amatucci), Londra, 2006.
- La autonomía del Derecho de Hacienda Pública y del Derecho Tributario, Università del Rosario di Bogotà, 2008.